# Joan Perramon
Joan Perramon (Reus, segles XVIII - XIX) va ser un empresari i polític català, alcalde de Reus.
Vinculat a sectors comercials i marítims, era accionista de diverses companyies que exportaven aiguardent i importaven roure d'Itàlia per a fer bótes. Va ser regidor a l'ajuntament de Reus en algunes ocasions i alcalde de la vila el 1789 i 1790.
La seva presa de possessió el 1789 com a alcalde, va coincidir amb una època de crisi de subsistències, degudes a uns quants anys seguits de mala collita, que van provocar inquietud en la població. És l'any dels Rebomboris del pa a Barcelona i a altres ciutats de Catalunya, que a Reus va provocar la paralització del comerç i de la indústria, i l'emigració de molts jornalers. L'ajuntament es va veure en la necessitat de proporcionar gratuïtament menjar a la població. Hi va col·laborar econòmicament l'arquebisbe de Tarragona Francesc Armanyà i el monestir de la Cartoixa d'Escaladei. El primer dia es van socórrer 3.500 persones. Paral·lelament, la indústria que ocupava més treballadors a Reus era la dels teixits de seda i d'estamenya, que l'any 1785 tenia 511 telers, dels quals, el 1789, en un cens del 2 de març, en quedaven 120. L'any següent, el 1790, amb ajudes municipals, es van anar instal·lant tallers d'elaboració de teixits de cotó, que van pal·liar l'atur i van donar lloc a les grans empreses reusenques de cotó del segle xix, com ara la que va fundar Pere Sunyer, que el 1810 tenia sis-cents telers o la establerta més endavant per Macià Vila, La Fabril Algodonera.
L'eixample de Reus, tot i la despoblació soferta per la crisi de subsistències, havia anat creixent cap a la part nord, al llarg del carrer de Llovera, i l'alcalde Perramon el 1789 va urbanitzar el tram final d'aquell carrer, un espai vora el Quarter de cavalleria, les basses del Pedró i el començament del camí de l'Aleixar (ara carrer de Prat de la Riba), instal·lant-hi una font dedicada a Neptú, coneguda popularment com la Font del Rei. Aquell any, en una visita del bisbe Armanyà a Reus, va acordar amb l'alcalde la necessitat del trasllat del cementiri, que encara estava situat al fossar vell, vora l'església de Sant Pere, a algun lloc fora dels murs de la vila, i es va pensar en situar-lo a l'ermita del Roser, cosa que no es va realitzar fins al 1802.
L'actuació més important de Joan Perramon com a alcalde va ser quan un reial decret de 25 d'agost de 1789 va concedir a Tarragona una sèrie d'impostos sobre tots els productes que circulessin pel Camp de Tarragona i fins a Sitges, amb la finalitat de recollir diners per a la reconstrucció del port d'aquella ciutat. Contra aquesta decisió es van aixecar seixanta pobles del Corregiment de Tarragona i vint-i-cinc comarques, perquè el fet afectava també al País Valencià i a l'Aragó, en el seu comerç a través del port de Salou. Va ser un plet molt llarg, i al litigi s'hi van anar afegint altres poblacions, com Vilafranca del Penedès, Vilanova i la Geltrú i Lleida fins que el 1799 es va resoldre a favor de Tarragona. Això va donar lloc a que alguns comerciants reusencs, com ara Pere Sunyer, tinguessin la idea de construir un canal de Reus a Salou per a poder fer circular més ràpidament les mercaderies al lloc d'embarcar-les. A l'Arxiu Municipal de Reus hi ha un document elevat al Rei de principis de 1790 que diu: "...con el fin de eximirnos de los impuestos pretendidos por la ciudad de Tarragona para la construcción de su puerto (...) no se ha considerado medio más eficaz que el presentar el proyecto de un canal desde esta villa al puerto de Salou, sin gravar al pueblo con impuestos...".